# Nmixx
NMIXX (hangul: 엔믹스; rr: Enmikseu; MR: Enmiksŭ, é um girl group sul-coreano formado pela SQU4D, uma divisão da JYP Entertainment. O grupo é composto por seis integrantes: Lily, Haewon, Sullyoon, Bae, Jiwoo e Kyujin. Originalmente um grupo de sete integrantes, Jinni saiu da formação em 9 de dezembro de 2022, por motivos pessoais. Elas estrearam em 22 de fevereiro de 2022, com o single álbum Ad Mare.

## Nome
O nome NMIXX combina a letra "N", que significa "agora" (now), "novo" (new), "próximo" (next), e o desconhecido "n", e a palavra "mix", que simboliza combinação e diversidade, significando "a melhor combinação para uma nova era".

## História

### 2021–2022: Estreia e saída de Jinni

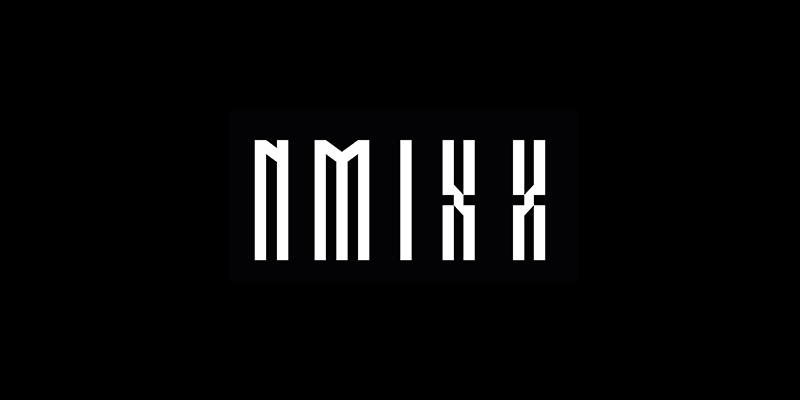
Logo oficial do Nmixx

Em 9 de julho de 2021, a JYP Entertainment anunciou que um novo girl group estrearia em fevereiro de 2022, o primeiro desde o Itzy, em 2019. De 16 a 25 de julho, a JYP Entertainment disponibilizou pré-encomendas para uma edição limitada do pacote de estreia do grupo, intitulado Blind Package, que incluía o álbum de estreia do grupo e materiais relacionados ao álbum. As integrantes foram reveladas através de vários vídeos com covers de música e dança de 6 de agosto a 19 de novembro (em ordem: Jinni, Jiwoo, Kyujin, Sullyoon, Bae, Haewon e Lily).
Em 26 de janeiro de 2022, a JYP Entertainment anunciou que o nome do grupo seria NMIXX, até então provisoriamente chamado de JYPn. Em 2 de fevereiro foi anunciado que elas iriam estrear em 22 de fevereiro com o lançamento de Ad Mare. Em 18 de fevereiro de 2022, a JYP Entertainment anunciou que o showcase de estreia do grupo, originalmente agendado para 22 de fevereiro, seria adiado para 1º de março depois que a integrante Bae gracias testado positivo para COVID-19. Nmixx colaborou com Gabby's Dollhouse, da DreamWorks Animation, para lançar a versão coreana de "Hey Gabby!" ao lado do B-side "Sprinkle Party", em 2 de maio. Elas também participaram do Summer Vacation Project do Project Ribbon, junto com o Fromis 9 e o Oh My Girl Banhana, para fazer um cover de "Kiss", do Rainbow, do seu EP de estreia em 2009, Gossip Girl.  A música foi lançada em 31 de julho. Em 19 de setembro, Nmixx lançou seu segundo single álbum Entwurf junto com o single principal, "Dice". O grupo lançou seu primeiro single "Intermixxion" (descrito pela JYP como uma faixa especial lançada como faixa independente entre os lançamentos oficiais) e sua primeira canção de Natal, "Funky Glitter Christmas", em 23 de novembro. Em 9 de dezembro, a JYP Entertainment anunciou que Jinni havia saído do grupo e rescindido seu contrato devido a circunstâncias pessoais e que Nmixx continuaria como um grupo de seis integrantes.

### 2023–presente:Expérgo,A Midsummer Nmixx's Dreame turnê deshowcase
Em 20 de março de 2023, Nmixx lançou seu primeiro EP Expérgo, com a single "Love Me Like This". Elas embarcaram na Nice to MIXX You Showcase Tour, que consiste em 13 datas nos Estados Unidos e na Ásia, que começou em maio. Em 11 de julho de 2023, Nmixx lançou seu terceiro single álbum A Midsummer Nmixx's Dream, que consiste em quatro faixas, incluindo a faixa de pré-lançamento "Roller Coaster", escrita e composta por J.Y. Park, e o single "Party O'Clock". Nmixx lançou "Soñar (Breaker)" em 4 de dezembro, que serve como single de pré-lançamento para seu segundo EP Fe3o4: Break, que será lançado em 15 de janeiro de 2024.

## Integrantes
- Lily (hangul: 릴리), nascida Lily Jin Morrow em 17 de outubro de 2002 (22 anos) em Marysville, Austrália. É vocalista.[19]
- Haewon (hangul: 해원), nascida Oh Hae-won (hangul: 오해원) em 25 de fevereiro de 2003 (22 anos) em Namdong-gu, Coreia do Sul. É vocalista e líder do grupo.[19][20]
- Sullyoon (hangul: 설윤), nascida Seol Yoon-a (hangul: 설윤아) em 26 de janeiro de 2004 (21 anos) em Daejeon, Coreia do Sul. É vocalista e dançarina.[19]
- Bae (hangul: 배이), nascida Bae Jin-sol (hangul: 배진솔) em 28 de dezembro de 2004 (20 anos) em Yangsan, Coreia do Sul. É vocalista e dançarina.[19]
- Jiwoo (hangul: 지우), nascida Kim Ji-woo (hangul: 김지우) em 13 de abril de 2005 (20 anos) em Namyangju, Coreia do Sul. É vocalista, rapper e dançarina.[19]
- Kyujin (hangul: 규진), nascida Jang Gyu-jin (hangul: 장규진) em 26 de maio de 2006 (19 anos) em Bundang-gu, Coreia do Sul. É vocalista, rapper e dançarina.[19]

### Ex-integrantes
- Jinni (hangul: 최윤진), nascida Choi YunJin (hangul: 지니) em 16 de abril de 2004 (21 anos) em Busan, Coreia do Sul. É vocalista, dançarina e rapper.[19]

## Discografia

### Extended plays
| Título       | Detalhes | Melhores posições nas paradas | Melhores posições nas paradas | Melhores posições nas paradas | Melhores posições nas paradas | Vendas                | Certificações  |
| Título       | Detalhes | COR                           | JAP                           | EUA                           | EUA World                     | Vendas                | Certificações  |
| ------------ | --- | ----------------------------- | ----------------------------- | ----------------------------- | ----------------------------- | --------------------- | -------------- |
| Expérgo      | - Lançamento: 20 de março de 2023 - Gravadora: JYP - Formato: CD, download digital, streaming                 | 2                             | 8                             | 122                           | 5                             | - : 956,319 - : 9,076 | - : 3× Platina |
| Fe3O4: Break | - Programado a ser lançado: 15 de janeiro de 2024 - Gravadora: JYP - Formato: CD, download digital, streaming | ASA                           | ASA                           | ASA                           | ASA                           | ASA                   | ASA            |

### Singleálbuns
| Título                                                                                   | Detalhes                                                                                                | Melhores posições nas paradas | Melhores posições nas paradas | Vendas      | Certificações  |
| Título                                                                                   | Detalhes                                                                                                | COR                           | JAP Hot                       | Vendas      | Certificações  |
| ---------------------------------------------------------------------------------------- | --- | ----------------------------- | ----------------------------- | ----------- | -------------- |
| Ad Mare                                                                                  | - Lançamento: 22 de fevereiro de 2022 - Gravadora: JYP - Formato: CD, download digital, streaming       | 1                             | —                             | - : 498,432 | - : 2× Platina |
| Entwurf                                                                                  | - Lançamento: 19 de setembro de 2022 - Gravadora: JYP - Formato: CD, download digital, streaming        | 1                             | 53                            | - : 562,596 | - : 2× Platina |
| A Midsummer Nmixx's Dream                                                                | - Lançamento: 11 de julho de 2023 - Gravadora: JYP, Republic - Formato: CD, download digital, streaming | 3                             | —                             | - : 922,417 | - : 3× Platina |
| "—" indica lançamentos que não figuraram nas paradas ou não foram lançados nessa região. | |                               |                               |             |                |

### Singles
| Título                                                                                  | Ano  | Melhores posições nas paradas | Melhores posições nas paradas | Melhores posições nas paradas | Melhores posições nas paradas | Melhores posições nas paradas | Melhores posições nas paradas | Melhores posições nas paradas | Melhores posições nas paradas | Melhores posições nas paradas | Álbum                     |
| Título                                                                                  | Ano  | COR                           | COR Billb.                    | JAP Hot                       | MAL                           | MAL Songs                     | SGP                           | SGP Songs                     | VIE                           | WW                            | Álbum                     |
| --------------------------------------------------------------------------------------- | ---- | ----------------------------- | ----------------------------- | ----------------------------- | ----------------------------- | ----------------------------- | ----------------------------- | ----------------------------- | ----------------------------- | ----------------------------- | ------------------------- |
| "O.O"                                                                                   | 2022 | 81                            | 63                            | 42                            | 8                             | 17                            | 16                            | 18                            | 38                            | 138                           | Ad Mare                   |
| "Dice"                                                                                  | 2022 | 49                            | 16                            | 56                            | —                             | —                             | 20                            | 23                            | 74                            | 155                           | Entwurf                   |
| "Funky Glitter Christmas"                                                               | 2022 | —                             | —                             | —                             | —                             | —                             | —                             | —                             | —                             | —                             | Adicionado à nenhum álbum |
| "Young, Dumb, Stupid"                                                                   | 2023 | 50                            | —                             | —                             | —                             | —                             | —                             | —                             | —                             | —                             | Expérgo                   |
| "Love Me Like This"                                                                     | 2023 | 11                            | 11                            | —                             | —                             | —                             | 30                            | —                             | —                             | —                             | Expérgo                   |
| "Roller Coaster"                                                                        | 2023 | 100                           | 23                            | —                             | —                             | —                             | —                             | —                             | —                             | —                             | A Midsummer Nmixx's Dream |
| "Party O'Clock"                                                                         | 2023 | 139                           | —                             | —                             | —                             | —                             | —                             | —                             | —                             | —                             | A Midsummer Nmixx's Dream |
| "Soñar (Breaker)"                                                                       | 2023 | ASA                           | ASA                           | ASA                           | ASA                           | ASA                           | ASA                           | ASA                           | ASA                           | ASA                           | Fe3O4: Break              |
| ASA                                                                                     | 2024 | ASA                           | ASA                           | ASA                           | ASA                           | ASA                           | ASA                           | ASA                           | ASA                           | ASA                           | Fe3O4: Break              |
| "—" indica lançamentos que não figuraram nas paradas ou não foram lançados nessa região |      |                               |                               |                               |                               |                               |                               |                               |                               |                               |                           |

## Videografia

### Vídeos musicais
| Título                    | Ano  | Diretor(es)                         | Ref.          |
| ------------------------- | ---- | ----------------------------------- | ------------- |
| "O.O"                     | 2022 | Digipedi                            | [ 43 ]        |
| "Dice"                    | 2022 | Highqualityfish                     | [ 44 ]        |
| "Funky Glitter Christmas" | 2022 | Woonghui (wwhh)                     | [ 45 ]        |
| "Young, Dumb, Stupid"     | 2023 | Hong Jae-hwan, Lee Hye-su (Swisher) | [ 46 ]        |
| "Love Me Like This"       | 2023 | Beomjin pka Paranoid Paradigm       | [ 47 ] [ 48 ] |
| "Roller Coaster"          | 2023 | SOZE YOON (Studio Gaze)             | [ 49 ]        |
| "Party O'Clock"           | 2023 | Kwon Yong-soo (Studio Saccharin)    | [ 50 ]        |
| "Soñar (Breaker)"         | 2023 | ASA                                 | [ 51 ]        |

## Filmografia

### Web shows
| Ano           | Título     | Notas                         | Ref.   |
| ------------- | ---------- | ----------------------------- | ------ |
| 2022–presente | Pick Nmixx | Programa de variedade semanal | [ 52 ] |

## Prêmios e indicações
| Cerimônia de premiação    | Ano  | Categoria                                  | Nomeado(s)/trabalho(s) | Resultado | Ref.   |
| ------------------------- | ---- | ------------------------------------------ | ---------------------- | --------- | ------ |
| Asia Artist Awards        | 2022 | Prêmio Melhor Emotivo – Música             | Nmixx                  | Venceu    | [ 53 ] |
| Asia Artist Awards        | 2022 | Prêmio New Wave – Música                   | Nmixx                  | Venceu    | [ 53 ] |
| Asia Artist Awards        | 2022 | Prêmio de Popularidade DCM – Cantor        | Nmixx                  | Indicado  | [ 54 ] |
| Asia Artist Awards        | 2022 | Prêmio de Popularidade Idolplus– Música    | Nmixx                  | Indicado  | [ 55 ] |
| Asia Artist Awards        | 2023 | Prêmio de Popularidade - Cantor (Feminino) | Nmixx                  | Pendente  | [ 56 ] |
| Circle Chart Music Awards | 2023 | Álbum do Ano – 1º Trimestre                | Ad Mare                | Indicado  | [ 57 ] |
| Circle Chart Music Awards | 2023 | Novo Artista do Ano – Digital              | "O.O"                  | Indicado  | [ 58 ] |
| Circle Chart Music Awards | 2023 | Novo Artista do Ano – Físico               | Entwurf                | Indicado  | [ 58 ] |
| Circle Chart Music Awards | 2023 | Canção do Ano – Fevereiro                  | "O.O"                  | Indicado  | [ 59 ] |
| The Fact Music Awards     | 2023 | Artista do Ano (Bonsang)                   | Nmixx                  | Venceu    | [ 60 ] |
| Genie Music Awards        | 2022 | Prêmio de Melhor Revelação Feminina        | Nmixx                  | Indicado  | [ 61 ] |
| Golden Disc Awards        | 2023 | Artista Revelação do Ano                   | Nmixx                  | Indicado  | [ 62 ] |
| MAMA Awards               | 2022 | Novo Artista Favorito                      | Nmixx                  | Venceu    | [ 63 ] |
| MAMA Awards               | 2022 | Artista do Ano                             | Nmixx                  | Indicado  | [ 64 ] |
| MAMA Awards               | 2022 | Melhor Nova Artista Feminina               | Nmixx                  | Indicado  | [ 64 ] |
| MAMA Awards               | 2022 | Worldwide Fans' Choice Top 10              | Nmixx                  | Indicado  | [ 64 ] |
| Melon Music Awards        | 2022 | Novo Artista do Ano                        | Nmixx                  | Indicado  | [ 65 ] |
| Melon Music Awards        | 2023 | Premio Top 10 Artistas                     | Nmixx                  | Indicado  | [ 66 ] |